# Subulioiditermes
Subulioiditermes es un género de termitas  perteneciente a la familia Termitidae que tiene las siguientes especies:

## Especies
1. Subulioiditermes borneensis
2. Subulioiditermes emersoni
3. Subulioiditermes major
4. Subulioiditermes minor
5. Subulioiditermes subulioides